# Claus Meyer (Betriebswirtschaftler)
Claus Meyer (* 1. Januar 1939 in Calw) ist ein deutscher Stifter und Fachbuchautor. Er war von 1970 bis 2002 Professor an der Hochschule Pforzheim im Studiengang Controlling, Finanz- und Rechnungswesen. Im Mai 2017 wurde ihm die Staufermedaille des Landes Baden-Württemberg verliehen.

## Leben
Claus Meyer und seine beiden Schwestern wurden früh zu Vollwaisen: Der Vater blieb im Krieg verschollen, die Mutter starb an Lungentuberkulose. Die Geschwister wuchsen daher getrennt voneinander auf.
Nach dem Abschluss der Mittelschule ließ sich Claus Meyer 1955 bis 1959 in der Finanzverwaltung des Landes Baden-Württemberg zum Diplom-Finanzwirt (FH) ausbilden. Anschließend arbeitete er zwei Jahre lang bei der Oberfinanzdirektion Stuttgart in der Landesvermögens- und Bauabteilung. Nach Bestehen der Sonderreifeprüfung – auf die er sich ein Jahr lang nebenberuflich als Autodidakt vorbereitet hatte – studierte er an der Wirtschaftshochschule/Universität Mannheim und promovierte über das Thema „Konsolidierte Zeitraumbilanzen – Ihre Verwendung zur finanziellen Führung von Konzernen“.
Es folgten weitere berufliche Stationen, bevor er ab Oktober 1970 eine Dozentenstelle für Betriebswirtschaftslehre, insbesondere Rechnungswesen, an der Hochschule (damals: Staatliche Höhere Wirtschaftsfachschule) in Pforzheim antrat. Er bekleidete dort zahlreiche Ämter, u. a. Studiengangs- bzw. Fachbereichsleiter, Mitglied im Senat und im Studien- und Prüfungsausschuss sowie Leiter des Prüfungsamts.
Neben seiner Hochschultätigkeit publizierte er insgesamt elf Bücher in 55 Auflagen sowie rund 100 Beiträge in Zeitschriften und Sammelwerken.

## Meyer-Stiftung
Im Jahr 2005 gründete Claus Meyer gemeinsam mit seiner Frau die Claus und Brigitte Meyer-Stiftung zur Unterstützung von in Not geratenen Studierenden und zur Förderung von Wissenschaft, Forschung, Bildung und Erziehung der Hochschule Pforzheim. Seit der Gründung der Stiftung wurden mehr als 75 Studierende unterstützt.
Zusätzlich vergibt die Stiftung den Thomas-Gulden-Preis für eine herausragende Bachelor- bzw. Master-Thesis und/oder herausragende Studienleistungen auf dem Gebiet der Betriebswirtschaftslehre. Die Arbeiten werden, soweit möglich, in der Schriftenreihe der Meyer-Stiftung veröffentlicht. Diese umfasst derzeit mit Zweitauflagen 22 Bände.

## Publikationen (Auswahl)
- Claus Meyer: Betriebswirtschaftliche Kennzahlen und Kennzahlen-Systeme, 6., überarbeitete und erweiterte Aufl. Verlag Wissenschaft & Praxis Sternenfels 2011, ISBN 978-3-89673-424-2
- Claus Meyer: Geschäftsbericht, Ein Leitfaden für Aufstellung, Gestaltung und Offenlegung, 2. Aufl., Schäffer-Poeschel Stuttgart 1997, ISBN 3-8202-1136-5
- Claus Meyer: Kunden-Bilanzanalyse der Kreditinstitute, 2. Aufl., Schäffer-Poeschel Stuttgart 2000, ISBN 978-3-7910-1555-2
- Claus Meyer: Bilanzierung nach Handels- und Steuerrecht unter Einschluss der Konzernrechnungslegung und der internationalen Rechnungslegung. Kontrollfragen, Aufgaben und Lösungen, Lernprogramm, 26. Aufl., NWB Studium Betriebswirtschaft Herne 2015, ISBN 978-3-482-60506-2
- Claus Meyer: MEYER-STIFTUNG – Ein Bericht über die Jahre 2005 bis 2015, Verlag Wissenschaft & Praxis Sternenfels 2015, ISBN 978-3-89673-706-9